# 老街乡
老街乡，是中华人民共和国四川省凉山彝族自治州會理縣下辖的一个鄉。
2014年，老街鄉與城關鎮、果元鄉南郊村與東升村合併為城北街道。

## 行政区划
截至2014年，老街乡撤销前下辖以下地区：
老街村、金岩村、龍灘村、三元村、毛溪村、石廠村、鐵廠村、蘭廠村和沙壩村。